# آلفا رومئو آلفاسود

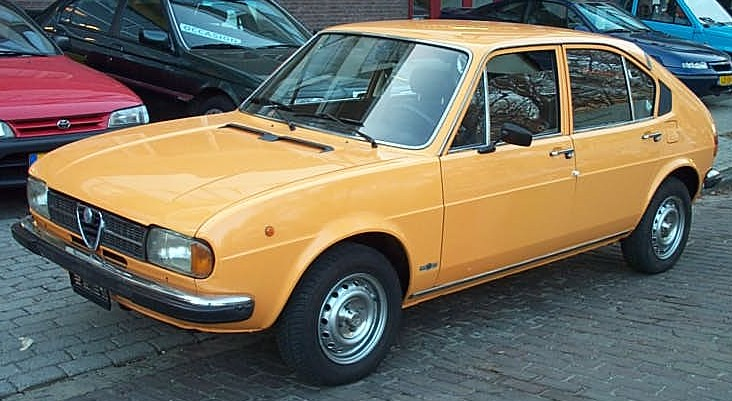

آلفارومئو آلفاسود (Alfa Romeo Alfasud) خودرویی است که در سال‌های ۱۹۷۱ تا ۱۹۸۹در مالزی تولید شده‌است.
این خودرو در کلاس خودرو کامپکت قرار گرفته، طراحی آن خودروهای موتور جلو-محور جلو بوده طول آن در حالت طبیعی ۳٬۸۹۰ میلیمتر (۱۵۳ اینچ)، عرض آن در حالت طبیعی ۱٬۵۹۰ میلیمتر (۶۳ اینچ)، ارتفاع آن در حالت طبیعی ۱٬۳۷۰ میلیمتر (۵۴ اینچ) و وزن آن در حالت طبیعی ۸۱۰ کیلوگرم (۱٬۷۹۰ پوند) است.

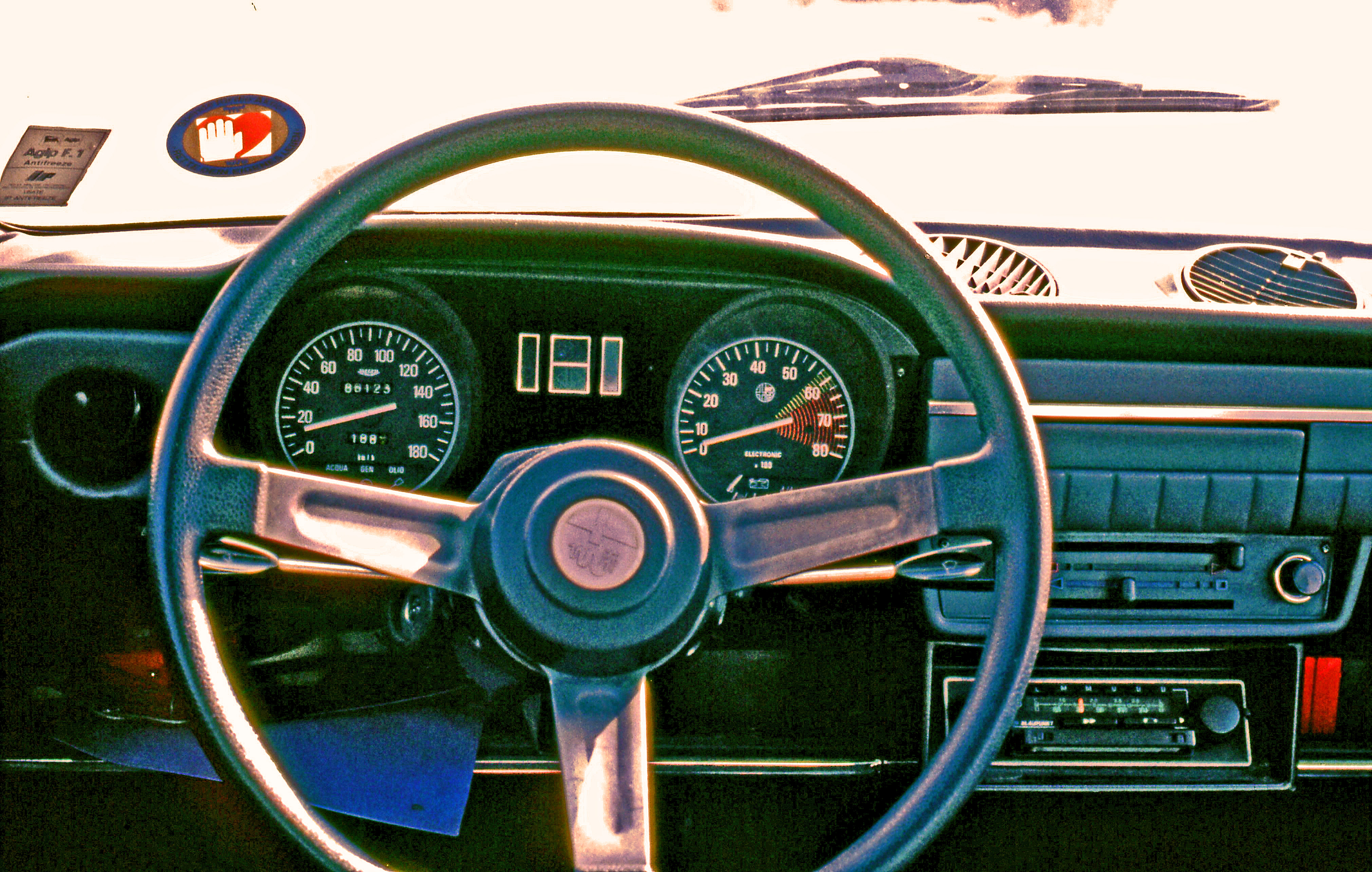
داشبورد آلفا رومئو آلفاسود